# Dénat
Dénat är en kommun i departementet Tarn i regionen Occitanien i södra Frankrike. Kommunen ligger i kantonen Réalmont som tillhör arrondissementet Albi. År 2022 hade Dénat 845 invånare.

## Befolkningsutveckling
Antalet invånare i kommunen Dénat
| Referens: INSEE |